# Petra Vámos
Petra Vámos (* 14. September 2000 in Ózd, Ungarn) ist eine ungarische Handballspielerin, die dem Kader der ungarischen Nationalmannschaft angehört.

## Karriere

### Im Verein
Vámos begann das Handballspielen beim ungarischen Verein Lóci DSE. Im Sommer 2014 wechselte die Rückraumspielerin zur Nemzeti Kézilabda Akadémia (kurz NEKA), eine von Lajos Mocsai initiierte nationale Handballakademie. Ab der Saison 2015/16 ging sie für NEKA in der zweithöchsten ungarischen Spielklasse auf Torejagd. Im Sommer 2019 schloss sich Vámos dem ungarischen Erstligisten Debreceni Vasutas SC an. Vámos wechselte im Sommer 2024 zum französischen Erstligisten Metz Handball. Mit Metz gewann sie 2025 sowohl die französische Meisterschaft als auch den französischen Pokal.

### In Auswahlmannschaften
Vámos lief anfangs für die ungarische Jugend- sowie für die Juniorinnennationalmannschaft auf. Mit diesen Auswahlmannschaften gewann sie die Bronzemedaille bei der U-17-Europameisterschaft 2017, die Silbermedaille bei der U-18-Weltmeisterschaft 2018 und die Goldmedaille bei der U-19-Europameisterschaft 2019. Am 22. November 2019 gab sie gegen Russland ihr Debüt für die ungarische A-Nationalmannschaft. Etwa eine Woche später lief sie für Ungarn bei der Weltmeisterschaft auf. Sie erzielte im Turnierverlauf insgesamt sieben Treffer. Als Nächstes nahm sie für Ungarn an den Olympischen Spielen in Tokio teil. Vámos war mit 26 Treffern die torgefährlichste Akteurin im ungarischen Aufgebot. Im Turnierverlauf der Europameisterschaft 2022 trug sich Vámos 19 mal in die Torschützenliste ein. Bei der Weltmeisterschaft 2023, in deren Verlauf sie 18 Treffer erzielte, belegte sie mit Ungarn den zehnten Platz. Vámos gehörte dem Kader der ungarischen Auswahl bei den Olympischen Spielen 2024 in Paris an. Bei der Europameisterschaft 2024 gewann sie die Bronzemedaille.

## Sonstiges
Ihre Schwester Míra Vámos spielt ebenfalls Handball.